# Havensville
Havensville es una ciudad ubicada en el de condado de Pottawatomie en el estado estadounidense de Kansas. En el año 2010 tenía una población de 133 habitantes y una densidad poblacional de 443,33 personas por km².

## Geografía
Havensville se encuentra ubicada en las coordenadas 39°30′38″N 96°4′38″O / 39.51056, -96.07722 (39.510473, -96.077360).

## Demografía
Según la Oficina del Censo en 2000 los ingresos medios por hogar en la localidad eran de $26,875 y los ingresos medios por familia eran $43,125. Los hombres tenían unos ingresos medios de $31,250 frente a los $17,000 para las mujeres. La renta per cápita para la localidad era de $18,043. Alrededor del 10.9%% de la población estaban por debajo del umbral de pobreza.